# Abbott Elementary
Abbott Elementary är en amerikansk komediserie som hade premiär på ABC  den 7 december 2021. Serien är skapad av Quinta Brunson som även medverkat i manusskrivandet. För regin har bland andra Randall Einhorn svarat. Seriens fjärde säsong hade premiär den 9 oktober 2024.

## Handling
Serien handlar om en grupp passionerade lärare och en något tondöv rektor på en skola i Philadelphia.

## Rollista (i urval)
- Quinta Brunson - Janine Teagues
- Tyler James Williams - Gregory Eddie
- Janelle James - Ava Coleman
- Lisa Ann Walter - Melissa Schemmenti
- Chris Perfetti - Jacob Hill
- Sheryl Lee Ralph - Barbara Howard
- William Stanford Davis - Mr. Johnson